# Камарес (пещера)
Пещерата Камарес (на гръцки: Σπήλαιο Καμάρες), още Пещерата Маври (на гръцки: Σπήλιος της Μαύρης, на гръцки: Μαύρη Σπηλιάρα), е пещера на остров Крит в Гърция.

## Положение
Разположена е високо по южния склон на планината Ида (Псилоритис) на 1724 метра надморска височина в източното подножие на двуглавия връх Маври (на гръцки: Μαύρη, 1980 m). Пещерата е ясно видима от низината в района на минойския праисторчески център Фестос.

## Археология
Местните жители припознават пещерата с името Σπήλιος της Μαύρης по името на близкия връх Маври. Съвременното име Камарес, заето от близкото село Камари иде от научните среди след поредицата експедиции на италиански и британски археолози в края на XIX век. В пещерата те попадат на значителни находки на специфична по стил средноминойска керамика, известна днес като „Керамика Камарес".
Предполага се, че пещерата е била култово място в чест на минойската богиня Илития, ползвано от обитателите на близките дворцови комплекси Фестос и Агия Триада по подобие на кнососката култова пещера Илития до Амнисос.